# Culaba
Culaba es un municipio de quinta clase en la provincia de Biliran, Filipinas. Conforme al censo de 2015, tenía una población de 12 325 habitantes distribuidos en 2.193 viviendas. 

## Barangayes
Culaba se divide administrativamente en 17 barangayes.
| - Acaban - Bacólod - Binongtoan - Bool Central (Pob.) - Bool Este (Pob.) - Bool Oeste (Pob.) - Calipayan - Guindapunan - Habuhab | - Looc - Marvel (Pob.) - Patag - Pinamihagan - Culaba Central (Pob.) - Salvación - San Roque - Virginia (Pob.) |